# Убити Била
Убити Била (енгл. Kill Bill) је амерички филм из 2003. године, режисера и сценаристе Квентина Тарантина. У главној улози је Ума Терман као Млада, која жели да се освети групи атентатора (Луси Лу, Мајкл Мадсен, Дарил Хана и Вивика А. Фокс) и њиховом вођи, Билу (Дејвид Карадин), након што су они покушали да убију њу и њено нерођено дете. Пут је одводи у Токио, где се она бори са јакузама.
Филм је епска драма са темом освете. Ради се о мешавини разних жанрова, као што су хонгконшки кунг фу филмови, јапански самурајски филмови, италијански вестерни, као и јапански стрипови (манга). У филму се чују многи поп-хитови, филм обилује референцама на поп културу, а бројне су и сцене експлицитног, мада стилизованог насиља. Првобитно је замишљен као један четворосатни филм, али у дистрибуцију је пуштен у два дела. Други део, Убити Била 2, премијерно је приказан 2004. године.

## Радња
Жена у венчаници, „Млада”, лежи рањена на поду капеле у Ел Пасу у Тексасу, после напада који је извршила група атентатора. Она говори њиховом вођи, Билу, да је трудна са његовим дететом, након чега је он упуцава у главу из непосредне близине.
Четири године касније, преживевши напад, Млада одлази до куће Верните Грин, планирајући да је убије. Обе жене су биле чланице групе атентатора, која је сада распуштена; Вернита сада води миран породични живот у предграђу. Њих две почињу борбу ножевима, али су прекинуте доласком Вернитине ћерке, Ники. Млада договара да се састане са Вернитом те ноћи како би решили ствари, али кад Вернита покуша да је изненади са пиштољем скривеним у кутији житарица, Млада баца нож у Вернитине груди, убијајући је. Ники сведочи убиству, а Млада зна да ће Ники можда једнога дана хтети да се освети за убиство своје мајке.
Четири године раније, полиција истражује масакр у капели у којој се одиграло венчање. Шериф открива да је Млада преживела, али је у коми. У болници, једна од атентатора, Ел Драјвер, припрема се да убије Младу помоћу смртоносне инјекције, али Бил је позива и прекида мисију у последњем тренутку, сматрајући да би било нечасно убити Младу када она не може да се одбрани.
Млада се буди из четворогодишње коме и ужаснута је открићем да више није трудна. Она убија човека који је покушао да је силује и болничког радника, Бака, који је продавао њено тело, док је била у коми. Она узима Баков аутомобил и поново се учи да хода. 
Одлучна да убије Била и сва четири атентатора који су покушали да је убију, Млада бира своју прву мету: О-Рен Иши, сада шефицу токијских јакуза. О-Ренине родитеље су убиле јакузе док је она била дете; осветила се шефу јакуза и заменила га је након тренинга за елитног атентатора. Млада путује на Окинаву, Јапан, како би добила мач од легендарног мачеваоца Хаторија Ханза, који се заклео да никада више неће исковати мач. Након што је сазнао да је њена мета Бил, његов бивши ученик, он попушта и кује јој, према свом мишљењу, његов најбољи мач икада.
У токијском ресторану, Кућа плавог лишћа, Млада побеђује О-Ренину елитну групу бораца, Лудих 88 и њеног телохранитеља, младу девојку Гого Јубари. Она и О-Рен се боре у јапанском врту изван ресторана; Млада је у предности и одсеца врх О-Ренине главе ударцем свога мача. Касније мучи Софи Фатал, О-Ренину асистенткињу, тражећи информације о Билу и оставља је живу у виду претње. Бил упита Софи да ли Млада зна да јој је ћерка жива.

## Улоге
| Глумац         | Улога                |
| -------------- | -------------------- |
| Ума Терман     | Битрикс Кидо / Млада |
| Луси Лу        | О-Рен Иши            |
| Дејвид Карадин | Бил                  |
| Вивика А. Фокс | Вернита Грин         |
| Мајкл Мадсен   | Бад                  |
| Дарил Хана     | Ел Драјвер           |
| Џули Дрејфус   | Софи Фатал           |
| Сони Чиба      | Хатори Ханзо         |
| Чиаки Куријама | Гого Јубари          |
| Гордон Лу      | Џони Мо              |
| Мајкл Паркс    | Ерл Мекграв          |
| Мајкл Бауен    | Бак                  |